# Alliancen (kortfilm)
 For alternative betydninger, se Alliancen. (Se også artikler, som begynder med Alliancen)
Alliancen er en kortfilm instrueret af Ask Hasselbalch efter manuskript af Roni Ezra.

## Handling
Mille, en utilpasset teenager, skal babysitte i en stor villa for en aften. Efter forældrene har forladt huset, dukker en kvinde med en skjult agenda op. Mille og kvinden danner en alliance mod familien - en alliance, som får drabelige konsekvenser for alle parter.